# Хотимль (село)
Хоти́мль — село в Ивановской области. Хотимльское сельское поселение Южского района.

## География
Село находится в западной части Южского района, в 17,6 км к северо-западу от Южи (20,5 км по автодорогам). Хотимль находится на небольшой равнине, примыкающей с севера к реке Тезе. Улицы Молодёжная, Набережная 1-я, Набережная 2-я, Фестивальная, Центральная, Юбилейная.

## История
Хотимль — старинное  село. В конце XV - начале XVI века здесь были глухие места, в которых осели несколько иноков, пришедших из обители Преподобного Сергия Радонежского. Впоследствии силами Троице-Сергиевой лавры был основан Хотимльский монастырь. Монахи построили кельи и деревянный храм во имя Успения Богородицы. К монастырю пришли на поселение бобыли и вдовы, занялись скотоводством и бортничеством. В результате село стало расти. В начале XVII века богатый хотимльский монастырь был приписан к Шуйско-Троицкому монастырю, который, в свою очередь, находился под юрисдикцией Николо-Шартомского монастыря, который до сих пор находится недалеко от Шуи, в селе Введенье.
Монастырские крестьяне занимались сплавом из Шуи на стругах и баржах полотна, кожи, мыла и других товаров. Поэтому река Теза способствовала развитию села в качестве торгового места. В 1764 году после Секуляризации церковных земель крестьяне Хотимля обрели статус экономических (государственных) крестьян ("свободных сельских обывателей") (источник "Список населенных мест Владимирской губернии")
В начале XVIII века богатые хотимльские купцы начали возведение Никольской церкви из камня с шатровой колокольней.
В 1721 году деревянная вальцовая мельница была построена на берегу Тезы.
В 1805 году было завершено строительство новой Успенской церкви, рядом с которой выстроились торговые лавки. Ежегодно на престольный праздник Успения Богородицы проходили ярмарки, на которые по водному пути съезжались купцы из многих городов центральной России.
На хотимльской земле родились предки великого русского писателя А. П. Чехова по материнской линии.
Здесь также прятался от охранного отделения Михаил Фрунзе, чьим именем был впоследствии назван организованный в селе колхоз. Само село стало в 60-70-х годах центральной усадьбой колхоза со своими больницей, столовой, несколькими магазинами, домом быта.
Колхоз имени Фрунзе просуществовал с 1935 года по 2003 год. Председателем колхоза был Второв Ювеналий Борисович.
В начале 2000 года в Хотимльской средней школе открылся краеведческий музей.

## Население
| 1859 | 1905 |
| ---- | ---- |
| 217  | 195  |

| 1859 | 1905 | 2010 | 2014 |
| ---- | ---- | ---- | ---- |
| 217  | ↘195 | ↗245 | ↗247 |

## Инфраструктура
Проведена телефонная линия, село газифицировано. Имеются почтовое отделение, детский сад и школа закрыты.Мост с плотиной на реке Теза.

## Русская православная церковь
Церковь Николая Чудотворца (построена не ранее 1791 года). Частично уцелела масляная живопись 2-й половины 19 века.